# پولیسی ماگلاج
پولیسی ماگلاج (به لاتین: Poljice) یک منطقهٔ مسکونی در بوسنی و هرزگوین است که در ماگلای واقع شده‌است.